# Ruas de brincar
Rua de Brincar ou Ruas de Brincar é uma iniciativa governamental que busca possibilitar o uso de uma rua como espaço de brincar para crianças. A política consiste no fechamento de uma rua para os carros e consequente abertura para os moradores e visitantes, transformando o espaço que até então era restrito aos veículos motorizados (carros, motos, ônibus, etc) em um espaço de convívio dos moradores e, principalmente, das crianças. Na maioria das vezes, o projeto é realizado pela prefeitura do município por meio de parcerias com outras instituições.

## História
Em 1976 foi inaugurado na cidade de São Paulo o programa Ruas de Lazer pela então Secretaria de Esporte e Turismo, com o objetivo de atender a demanda dos munícipes (crianças, jovens, adultos e idosos) de espaços para brincar, socializar e se exercitar. Dessa forma, a prefeitura abriu uma chamada permanente, na qual os moradores poderiam inscrever as ruas onde moravam no projeto e, caso atendessem às características definidas pela secretaria, a rua poderiam ser fechada para os veículos motorizados e disponibilizada integralmente para o lazer da vizinhança. A partir do programa Ruas de Lazer, surgiu o programa Ruas de Brincar.

### Municípios brasileiros

#### Jundiaí, SP
O primeiro projeto Rua de Brincar foi promovido pela prefeitura de Jundiaí, no estado de São Paulo, em 2019 a partir de uma parceria com o Urban95, iniciativa internacional que busca incluir a perspectiva de bebês, crianças e cuidadores no planejamento urbano das cidades.

#### Juiz de Fora, PE
Em 2021, a prefeitura de Juiz de Fora lançou, dentro do Programa Boniteza o projeto Ruas de Brincar em 4 bairros da cidade.